# Miloš Konvalinka
Miloš Konvalinka (3. ledna 1919 Nové Město na Moravě – 27. listopadu 2000 Brno) byl český dirigent, skladatel a rozhlasový pracovník.

## Život
Byl synem hudebního skladatele Karla Konvalinky. Základy hudebního vzdělání tak získal v rodině. Absolvoval reálné gymnázium v Brně a vstoupil na brněnskou konzervatoř. Studoval skladbu u Jaroslava Kvapila, dirigování u Quido Arnoldiho a klavír u Františka Schäfera.
Po absolvování konzervatoře působil jako operní dirigent v divadle v Göttingenu. Po skončení 2. světové války byl jednu sezónu korepetitorem a dirigentem v Divadle 5. května v Praze a poté opět jednu sezónu v Městském divadle v Ústí nad Labem (dnes Severočeské divadlo opery a baletu Ústí nad Labem). V roce 1948 se stal šéfem opery v Košicích a v letech 1949–1951 působil v Karlových Varech jako hlavní dirigent Karlovarského symfonického orchestru.
V roce 1951 trvale zakotvil v Olomouci. Tři roky byl zástupcem šéfa Moravské filharmonie a současně pracoval jako redaktor vysílání symfonické a komorní hudby v olomouckém rozhlasovém studiu. Řídil rozhlasové nahrávky většiny československých symfonických a komorních orchestrů. Roku 1973 se stal šéfem opery Divadla Oldřicha Stibora v Olomouci (dnes Moravské divadlo Olomouc).
V roce 1976 odešel do Prahy a v období červen 1976 až prosinec 1979 byl dirigentem a šéfem opery Národního divadla. Od začátku roku 1980 působil jako ředitel hudebního vydavatelství Panton. Pracoval v různých funkcích ve Svazu českých skladatelů a koncertních umělců a jako host vystupoval na koncertech předních našich i zahraničních orchestrů. Byl často zaměstnán jako dirigent v rozhlasových studiích a vydal na 80 gramofonových nahrávek a na svém kontě má i okolo 30 operních inscenací.
V polovině 80. let odešel do důchodu a odstěhoval se do Brna. K dirigentskému pultu se už vracel jen příležitostně.

## Ocenění
- 1974 titul zasloužilý umělec
- 1975 ocenění Zasloužilý člen ND

## Dílo (výběr)

### Orchestrální skladby
- Jarní symfonie, 1941–43
- Suita ke hře Nazima Hikmeta: Josef a bratří jeho, 1954
- Symfonická báseň pro housle a velký symfonický orchestr, 1956

### Vokální skladby
- Stará viola (písně, 1944)
- Vyznání (písňový cyklus, 1954)
- Milovaná zem (kantáta, 1955)
- Zem, z níž jsme vyšli (písňový cyklus, 1960)

### Melodram
- Frývaldov, 1954

### Klavírní skladby
- Miniatury, 1939
- Fantazie, 1944
- Dvě dumky, 1954

### Komorní díla
- Téma s variacemi pro hoboj a klavír, 1940
- Dvě skladby pro housle a klavír, 1944